# タエ・スー・ニエン
タエ・スー・ニエン（英語: Thae Su Nyein、2007年5月24日生まれ）は、ミャンマー出身のモデルであり、Miss Grand Myanmar 2024のタイトルを獲得した。Miss Grand International 2024においては、準優勝（2位）を果たしたが、後にミスグランドインターナショナル組織からタイトルを剥奪された。

## 経歴
タエ・スー・ニエンは、2024年12月にミャンマーのMiss Grand Myanmar 2024に出場し、優勝を果たした。
また、Miss Grand International 2024では、タエ・スー・ニエンはミャンマー代表として出場し、準優勝を達成。しかし、同大会終了後、ミスグランドインターナショナル組織は彼女とミャンマーのナショナルディレクターによる不適切な行動により、彼女のタイトルを剥奪した。

## フィルモグラフィー

### フリム
| 年  | ミャンマー語タイトル | 英語タイトル          | 役名 / ジャンル |
| --- | -------------------- | --------------------- | --------------- |
| TBA | မေ့မေ့အချစ်ဦး               | Echoes of First Loves | သဲသဲဇလပ်ဖြူ          |

## 参照
1. ↑  “Miss Grand Myanmar 2024 - タウン・グー市出身のタエ・スー・ニエンが優勝” (ビルマ語). www.pct.com.mm (2023年12月11日). 2023年12月11日時点のオリジナルよりアーカイブ。2023年12月11日閲覧。
2. ↑  ヨニエル・アセブチェ (2024年10月28日). “Miss Grand International、ミャンマー代表のタエ・スー・ニエンのタイトルを正式に剥奪”. フィリピン・スター. 2024年10月28日時点のオリジナルよりアーカイブ。2024年10月28日閲覧。